# Interrupce v Bosně a Hercegovině
Interrupce v Bosně a Hercegovině je na požádání legální během prvních deseti týdnů těhotenství. Mezi desátým a dvacátým týdnem musí být potrat schválen komisí a je povolen v případě ohrožení života nebo zdraví ženy, při vážném poškození plodu, při těhotenství v důsledku zločinu a ze psychosociálních důvodů. Ve všech případech musí ženy nejprve absolvovat poradenství. Po dvacátém týdnu je potrat povolen pouze za účelem záchrany života nebo zdraví ženy. Trestně postižitelné jsou pouze osoby, které provádějí nelegální potraty, nikdy ne ženy, které je podstoupí. 
Právní postavení potratů se řídí zákonem z roku 2008; dříve se řídil zákonem ze dne 7. října 1977, který byl ustanoven, když byla Bosna a Hercegovina součástí Jugoslávie. 
V roce 2001 činila míra potratů 1,4 potratu na 1 000 žen ve věku 15–44 let, jedna z nejnižších v Evropě. Vláda vyjádřila znepokojení nad vyšší mírou potratů mezi mladistvými. 

## Veřejný názor
V průzkumu Pew Research z roku 2017 byli respondenti z Bosny a Hercegoviny rovnoměrně rozděleni mezi ty, kteří věří, že potrat by měl být ve většině případů legální (47 %), a ty, kteří si myslí, že by ve většině případů měl být nezákonný (47 %). Mezi různými etnickými a náboženskými skupinami však byla značná propast, přičemž katolíci byli v drtivé většině proti legálním potratům (71 %).